# Fitionești
Fitioneşti é uma comuna romena localizada no distrito de Vrancea, na região de Moldávia. A comuna possui uma área de 79.45 km² e sua população era de 2890 habitantes segundo o censo de 2007.